# Francisco Gomes de Amorim

Francisco Gomes de Amorim

Francisco Gomes de Amorim (n. 13 august 1827 - d. 4 noiembrie 1891) a fost un scriitor portughez.
A fost prieten și discipol al lui Almeida Garrett.
Scrierile sale au ca temă predilectă situația brazilienilor din acea perioadă.

## Opera
- 1852: Sălbaticii ("Os selvagens")
- 1854: Ură de rasă ("Odio de raça")
- 1858: Cântece matinale ("Cantos matutinos")
- 1866: Efemere ("Efémeros")
- 1881 - 1884: Memoriile biografice ale lui Garrett ("Memórias Biográficas de Garrett ").